# Cámara de los Comunes de Canadá
La Cámara de los Comunes (en inglés, House of Commons, en francés, Chambre des communes) es la cámara baja del Parlamento canadiense, que también incluye el Monarca de Canadá (representado por un Gobernador General) y el Senado de Canadá.
La Cámara de los Comunes es un cuerpo democrático elegido y consiste en 338 miembros conocidos comúnmente como Miembros del Parlamento o Diputados. Los miembros del parlamento son elegidos para mandatos limitados y llevan a cabo sus puestos por un máximo de cinco años hasta la próxima elección general. Cada miembro representa un distrito electoral conocido coloquialmente en el idioma inglés como un riding y en francés como un comté.
Usualmente, el líder del partido político que tiene la mayoría de los asientos en la Cámara de los Comunes es seleccionado como Primer ministro de Canadá. La Cámara de los Comunes de Canadá está situada en el centro de la cuadra de los edificios del Parlamento, en Parliament Hill, en Ottawa, Ontario.

## Nombre
El término comunas se refiriere a las "comunidades" geográficas y colectivas de sus representantes parlamentarios. Esta distinción se aclara en el nombre oficial francés del organismo, Chambre des communes. Canadá y el Reino Unido son los únicos países que utilizan el nombre de "Cámara de los Comunes" para la cámara baja de sus parlamento. El nombre formal del organismo es: El Honorable de los Comunes de Canadá en el Parlamento reunido.

## Historia
La Cámara de los Comunes nació en 1867, cuando el Parlamento británico aprobó la Ley de América del Norte Británica de 1867 , uniendo la Provincia de Canadá (que estaba dividida en Quebec y Ontario), Nueva Escocia y Nuevo Brunswick en una sola federación llamada Dominio de Canadá. El nuevo Parlamento de Canadá estaba formado por el monarca (representado por el gobernador general, que también representaba a la Oficina Colonial), el Senado y la Cámara de los Comunes. El Parlamento de Canadá se basó en el modelo de Westminster (es decir, el modelo del Parlamento del Reino Unido). A diferencia del Parlamento del Reino Unido, los poderes del Parlamento de Canadá estaban limitados en el sentido de que otros poderes se asignaban exclusivamente a las legislaturas provinciales. El Parlamento de Canadá también permaneció subordinado al Parlamento Británico, la autoridad legislativa suprema de todo el Imperio Británico. El Estatuto de Westminster de 1931 concedió una mayor autonomía, después de lo cual las nuevas leyes del Parlamento británico no se aplicaron a Canadá, con algunas excepciones. Estas excepciones fueron eliminadas por la Ley de Canadá de 1982. A partir de 1867, los Comunes se reunieron en la cámara utilizada anteriormente por la Asamblea Legislativa de Canadá hasta que el edificio fue destruido por un incendio en 1916. Se trasladó al anfiteatro del Victoria Memorial Museum, lo que hoy es el Museo Canadiense de la Naturaleza, donde se reunieron hasta 1922. Hasta finales de 2018, los Comunes se encuentran en la cámara del Bloque Central.

## Miembros y distritos electorales
La Cámara de los Comunes tiene 338 miembros, cada uno de los cuales representa un solo distrito electoral. La constitución especifica un mínimo básico de 295 distritos electorales, pero los escaños adicionales se asignan de acuerdo con varias cláusulas. Los escaños se distribuyen entre las provincias en proporción a la población, según lo determinado por cada censo decenal, sujeto a las siguientes excepciones hechas por la constitución. En primer lugar, la "cláusula senatorial" garantiza que cada provincia tendrá al menos tantos diputados como senadores. En segundo lugar, otra cláusula garantiza que cada provincia tenga al menos tantos miembros del Parlamento ahora como en 1985.
Como resultado de estas cláusulas, las provincias y territorios más pequeños que han experimentado una disminución relativa de la población se han vuelto sobrerrepresentados en la Cámara. Ontario, Columbia Británica y Alberta están subrepresentadas en proporción a sus poblaciones, mientras que la representación de Quebec se acerca al promedio nacional. Las otras seis provincias (Saskatchewan, Manitoba, Nuevo Brunswick, Nueva Escocia, Isla del Príncipe Eduardo y Terranova y Labrador) están sobrerrepresentadas. Las comisiones de límites, designadas por el gobierno federal para cada provincia, tienen la tarea de trazar los límites de los distritos electorales en cada provincia. La representación territorial es independiente de la población; cada territorio tiene derecho a un solo asiento. El cociente electoral fue definido por la legislación como 111,166 para la redistribución de escaños después del censo de 2011 y se ajusta después de cada censo decenal multiplicándolo por el promedio del porcentaje de cambio de población de cada provincia desde el censo decenal anterior. Luego, la población de la provincia se divide por el cociente electoral para igualar la asignación base de escaños provinciales. A continuación, se aplican las "cláusulas especiales" para aumentar el número de escaños para determinadas provincias, con lo que el número total de escaños (con los tres escaños para los territorios) asciende a 338.
La última redistribución de escaños se produjo después del censo de 2011. La Ley de Representación Justa se aprobó y se le dio la aprobación real el 16 de diciembre de 2011, y efectivamente asignó quince escaños adicionales a Ontario, seis nuevos escaños cada uno a Alberta y Columbia Británica, y tres más a Quebec.
Los siguientes cuadros resumen la representación en la Cámara de los Comunes por provincia y territorio:
| Provincias                | Escaños |
| ------------------------- | ------- |
| Alberta                   | 34      |
| Columbia Británica        | 42      |
| Isla del Príncipe Eduardo | 4       |
| Manitoba                  | 14      |
| Nueva Escocia             | 11      |
| Nuevo Brunswick           | 10      |
| Ontario                   | 121     |
| Quebec                    | 78      |
| Saskatchewan              | 14      |
| Terranova y Labrador      | 7       |
| Territorios               |         |
| Nunavut                   | 1       |
| Territorios del Noroeste  | 1       |
| Yukón                     | 1       |
| Total                     | 338     |

## Elecciones

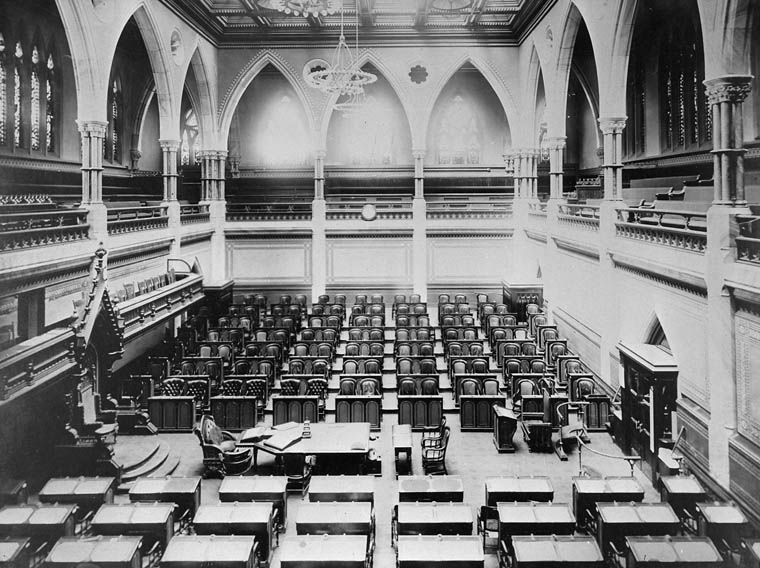
La Cámara de los Comunes de Canadá en 1916

Las elecciones generales ocurren siempre que el gobernador general disuelve el parlamento en nombre del monarca. El momento de la disolución ha sido históricamente elegido por el primer ministro. La Ley de la Constitución de 1867 establece que un parlamento no dura más de cinco años. La ley electoral canadiense requiere que las elecciones se celebren el tercer lunes de octubre del cuarto año después de la última elección, sujeto a la discreción de la Corona, las campañas deben tener una duración mínima de 36 días.Los candidatos suelen ser nominados por los partidos políticos, pero también pueden postularse de forma independiente. La mayoría de los candidatos canadienses son elegidos en reuniones convocadas por la asociación local de su partido. En la práctica, el candidato que inscribe a la mayoría de los miembros del partido local generalmente gana la nominación.
Para postularse para un escaño en la cámara, los candidatos deben presentar documentos de nominación con las firmas de al menos 50 o 100 electores (dependiendo del tamaño del distrito electoral). Cada distrito electoral devuelve a un miembro utilizando el sistema electoral first-past-the-post, bajo el cual gana el candidato con una pluralidad de votos. Para votar, uno debe ser ciudadano de Canadá y tener al menos 18 años de edad.
Una vez elegido, un miembro del Parlamento normalmente continúa en funciones hasta la próxima disolución del parlamento. Si un miembro fallece, renuncia o deja de estar calificado, su puesto queda vacante. También es posible que la Cámara de los Comunes expulse a un miembro, pero este poder solo se ejerce cuando el miembro ha cometido una falta grave o una actividad delictiva. Anteriormente, se esperaba que los diputados nombrados para el gabinete renunciaran a sus escaños, aunque esta práctica cesó en 1931. En cada caso, una vacante puede cubrirse mediante elecciones parciales en el distrito electoral correspondiente. El sistema de primer paso se utiliza en las elecciones parciales, como en las elecciones generales.

## Liderazgo
| Líderes de la Cámara de los Comunes 45.º Parlamento | Líderes de la Cámara de los Comunes 45.º Parlamento | Líderes de la Cámara de los Comunes 45.º Parlamento | Líderes de la Cámara de los Comunes 45.º Parlamento | Líderes de la Cámara de los Comunes 45.º Parlamento | Líderes de la Cámara de los Comunes 45.º Parlamento |
| Cargo                                               | Foto                                                | Foto                                                | Nombre                                              | Distrito                                            | Desde                                               |
| --------------------------------------------------- | --------------------------------------------------- | --------------------------------------------------- | --------------------------------------------------- | --------------------------------------------------- | --------------------------------------------------- |
| Presidente de la Cámara                             |                                                     | Francis Scarpaleggia                                | Francis Scarpaleggia                                | Lac-Saint-Louis                                     | 26 de mayo de 2025                                  |
| Gobierno (Liberal)                                  |                                                     |                                                     |                                                     |                                                     |                                                     |
| Primer ministro                                     |                                                     | Mark Carney                                         | Mark Carney                                         | Nepean                                              | 9 de marzo de 2015                                  |
| Líder de la Cámara                                  |                                                     | Steven MacKinnon                                    | Steven MacKinnon                                    | Gatineau                                            | 13 de mayo de 2025                                  |
| Líder Whip                                          |                                                     | Mark Gerretsen                                      | Mark Gerretsen                                      | Kingston and the Islands                            | 14 de mayo de 2025                                  |
| Presidente del grupo parlamentario                  |                                                     | James Maloney                                       | James Maloney                                       | Etobicoke—Lakeshore                                 | Mayo 2025                                           |
| Oposición (Conservador)                             |                                                     |                                                     |                                                     |                                                     |                                                     |
| Líder de la oposición                               |                                                     | Andrew Scheer                                       | Andrew Scheer                                       | Regina—Qu'Appelle                                   | 6 de mayo de 2025                                   |
| Vicelíder de la oposición                           |                                                     | Melissa Lantsman                                    | Melissa Lantsman                                    | Thornhill                                           | 10 de septiembre de 2022                            |
| Vicelíder de la oposición                           |                                                     | Tim Uppal                                           | Tim Uppal                                           | Edmonton Gateway                                    | 10 de septiembre de 2022                            |
| Líder de la oposición de la Cámara                  |                                                     | Andrew Scheer                                       | Andrew Scheer                                       | Regina—Qu'Appelle                                   | 13 de septiembre de 2022                            |